# Cylicomorpha
Cylicomorpha é um género de plantas com flor da família Caricaceae que inclui duas espécies nativas das regiões tropicais do continente africano. Estas espécies são as únicas representantes africanas da família Caricaceae, sendo em consequência filogeneticamente próximas de Carica papaya (papaia).

## Descrição
As espécies que integram o género Cylicomorpha apresentam marcada paquicaulia, de que resulta terem como hábito um marcado aspecto de árvore garrafa, com troncos de material macio, dilatados, armados por curtos espinhos cónicos. As folhas são digtadas e lobadas.
Todas as espécies são estritamente dioicas, e, como as restantes Caricaceae, produzem abundante látex leitoso quando danificadas. As inflorescências são axilares, com os panículos masculinos com numerosas flores, enquanto as flores femininas são solitárias ou contidas num pequeno números de racemos curtos.
As espécies que integram este género têm distribuição natural nos habitats submontanos húmidos da África tropical, onde ocorrem com plantas pioneiras, crescendo de forma gregária e localizada. A espécie ocidental, C. solmsii, encontra-se localmente ameaçada devido à perda de habitat resultante dos desmatamento para agricultura e produção de lenha, podendo estar extinta no Monte Camarões e no Barombi, região de Kumba (Camarões).
Os frutos de ambas as espécie são alimento para aves e primatas.

## Taxonomia
O género foi descrito por Carolus Linnaeus e publicado em Botanische Jahrbücher für Systematik, Pflanzengeschichte und Pflanzengeographie 30: 115. 1901. A espécie tipo é Cylicomorpha solmsii Urb.
A posição filogenética do género no contexto das Caricaceae é a que consta no seguintes cladograma (de acordo com a base de dados taxonómicos Catalogue of Life:
| Cylicomorpha | \| \| Cylicomorpha parviflora \| \| \| \| \| \| Cylicomorpha solmsii \| \| \| \| |
|              | \| \| Cylicomorpha parviflora \| \| \| \| \| \| Cylicomorpha solmsii \| \| \| \| |
|              | Carica                                                                           |
|              |                                                                                  |
|              | Jacaratia                                                                        |
|              |                                                                                  |
|              | Jarilla                                                                          |
|              |                                                                                  |
|              | Vasconcellea                                                                     |
|              |                                                                                  |
|              | Cylicomorpha parviflora                                                          |
|              |                                                                                  |
|              | Cylicomorpha solmsii                                                             |
|              |                                                                                  |

|  | Cylicomorpha parviflora |
|  |                         |
|  | Cylicomorpha solmsii    |
|  |                         |

O género Cylicomorpha inclui as seguintes espécies validamente descritas:
- Cylicomorpha parviflora Urb.
- Cylicomorpha solmsii Urb.